# Le Gri-gri du Niokolo-Koba
Le Gri-gri du Niokolo-Koba est la 73e histoire de la série Spirou et Fantasio de Jean-Claude Fournier. Elle est publiée pour la première fois dans Spirou du no 1853 au no 1873

## Univers

### Synopsis
L'histoire commence à Badi au Sénégal, dans le parc national du Niokolo-Koba. Menacé par un gangster qui veut dérober son gri-gri, le féticheur Mansa Moussa profite de l'arrivée de son neveu Tuté Tougouré chez lui pour neutraliser l'agresseur en le faisant disparaitre avec un diamant de Koli. Mansa Moussa envoie son neveu en Europe chargé du gri-gri. Mais l'effet du diamant n'est que temporaire et le gangster revient chez Mansa Moussa, lui vole deux diamants de Koli qui restaient et vient lui aussi en Europe pour voler le gri-gri à Tuté Tougouré.
Tuté Tougouré lui échappe d'abord en se jetant dans le taxi de Spirou et Fantasio. Mais le gangster rattrape le taxi en volant une voiture et utilise un diamant de Koli pour faire disparaître Tuté Tougouré. Cependant, avant de disparaître dans un flash éblouissant, le ressortissant sénégalais a pu demander à Spirou et Fantasio de porter le contenu de la valise qu'il leur laisse à Mansa Moussa, au Sénégal.
Les deux héros partent alors pour l'Afrique, malgré les réticences de Fantasio, et sont rejoints par le fort Sété Bagaré, qui se lie d'amitié avec eux. Cependant, le gangster qui les a espionné a appris leur départ et a prévenu Giovanni Cottine pour qu'il leur dérobe le gri-gri dans l'avion. Giovanni Cottine embarque dans l'avion au prétexte de remplacer le steward Gilbert Dubois soi-disant retenu pour des raisons familiales mais qui a en fait été assommé et enfermé. Mais les deux commandants de bord se méfient de ce nouveau steward et apprennent l'imposture. Dans le même temps, Giovanni Cottine essaie de fouiller le sac de Spirou mais n'avait pas prévu que Spip se repose à l'intérieur, le morde et qu'il soit ainsi pris en flagrant délit. L'incident clos, Spirou et Fantasio parviennent au Sénégal, où ils apprennent que Mansa Moussa a disparu également et que ce qu'ils transportent dans la valise n'est autre que le gri-gri de l'individu.
Arrivés au parc, ils sont informés de la disparition d'une grande partie des animaux de la réserve. Alors qu'ils dînent chez le conservateur de la réserve, quelqu'un tente de cambrioler leur chambre d'hôtel à Simintimais Fantasio avait gardé le gri-gri sur lui. Alors qu'ils sortent la nuit pour prévenir le conservateur, quelqu'un manque de les écraser. Le conservateur n'est pas chez lui, ils le retrouvent assommé dans la chambre de Spirou et Fantasio. Une voiture démarre et Christian Hok, qui dirige des safari, reconnaît la voiture d'Ororéa, journaliste disparue. Celle-ci est parvenue à dérober le matériel photo de Fantasio.
Plus tard, alors qu'ils visitent la réserve avec le conservateur et Sété Bagaré, il se confirme que des éléphants ont disparu très récemment et de l'euphorbe, une plante, a été récoltée. Le conservateur craint que les Bassiri, une tribu autochtone, n'en fassent du poison pour leurs flèches. De plus, Netwa Makaré et un autre garde croisent deux bandits dont l'un d'eux est Marco, celui qui avait menacé Mansa Moussa; et échappent de peu à la fusillade qui s'ensuit. Devant ces événements, le conservateur organise une réunion à Siminti où débarque par surprise Ororéa, que Spirou et Fantasio ont déjà croisé dans l'aventure Tora Torapa. Ororéa enquêtait dans la réserve et apporte la preuve photographique que les animaux ont disparu sous l'effet du diamant de Koli, également responsable de l'évaporation de Tuté Tougouré en Europe. Ororéa s'excuse auprès de Fantasio d'avoir subtilisé et un peu abîmé sont matériel photo; et Fantasio, qui fut d'abord en colère après ce vol dont il ne connaissait pas l'auteur, pardonne aussitôt la journaliste pour laquelle il a un petit faible.
Spirou et Fantasio se rendent à leur hôtel où Marco et son complice les attendent pour leur dérober le gri-gri en braquant un révolver sur eux. Mais ceci est déjoué par Spip qui mord la jambe de Marco. Ensuite, au motif que le conservateur a été enlevé, le major Plunchon Park ne laisse personne sortir du village et les journalistes sont enfermés à leur hôtel. Cependant, Spirou, Fantasio et Ororéa utilisent une ruse (Spip vole le sachet de cacahuètes d'un garde qui délaisse son poste pour le poursuivre) pour déjouer la surveillance et s'échappent en voiture. Un peu plus tard, les journalistes et Sété Bagaré sont encerclés par les Bassari mais leur chef les épargne en voyant que Spirou porte le gri-gri, ce qui permet à Spirou de s'expliquer.
Sété Bagaré et les trois journalistes finissent par trouver le repère secret des bandits. Mais le major Plunchon Park et Marco les tiennent tour à tour en joue et le major oblige Christian Hok, sous la menace d'une arme, à prendre le gri-gri. Mais Spirou parvient à se débarrasser du major et Marco car il dissimule un diamant de Koli.
Le diamant de Koli est replacé dans son écrin et tous ceux qui ont disparu reviennent, tout comme les animaux. Mansa Moussa explique alors en privé à Spirou que le gri-gri contenait les plans d'une veine diamantifère sous le parc que les bandits convoitaient. Ceux-ci ayant disparu à la suite d'une imprudence avec les diamants de Koli (le conservateur libéré teste le diamants sur ses anciens ravisseurs alors que Spip a mangé la dernière noix qui aurait permis de les faire réapparaitre), seuls Mansa Moussa et Spirou connaissent la vérité désormais.

### Personnages
- Spirou
- Fantasio
- Spip
- Ororéa
- Sété Bagaré (première apparition)
- Mansa Moussa, féticheur sénégalais[1] (première apparition)
- Le major Pluchon-Park (première apparition)
- Tuté Tougouré, fonctionnaire sénégalais de l'UNESCO[1] (première apparition)
- Gilbert Dubois, steward[1]
- Giovanni Cottine
- Christian Hok, dirigeant d'une entreprise de touring safari[1]
- Koba-Autorité, conservateur de la réserve du Niokolo-Koba
- Netwa Makaré, gardien de la réserve du Niokolo-Koba[1]

## Publication

### Revues
- Publié pour la première fois dans le journal de Spirou du n°1853 au n°1873.